# Herdtle-Bruneau
Herdtle-Bruneau is een Frans historisch merk van motorfietsen.
| De watergekoelde versie van de Herdtle-Bruneau motor uit 1902… |
| …en de luchtgekoelde versie uit 1903. Beide motoren hebben één stoterstang, voor de uitlaatklep. Ook de inlaatklep was een kopklep, maar dat was een snuffelklep, die geen stoterstang nodig had. |

De bedrijfsnaam was: Ets. Herdtle-Bruneau, Rue de la Chine, Paris.
Vanaf 1902 produceerde Herdtle-Bruneau motorfietsen met eencilindermotoren die in gewone fietsframes waren gemonteerd maar voor hun tijd zeer vooruitstrevend waren. Niet alleen waren ze leverbaar met lucht- en waterkoeling, ze hadden ook al volledige kopklepmotoren. Ondanks hun geringe cilinderinhoud van 120- tot 150 cc leverden ze daardoor al een heel behoorlijk vermogen van 1- à 1¼ pk. Uiteindelijk werden er zelfs motorblokken met een bovenliggende nokkenas gebouwd en in 1914 ook een 264cc-paralleltwin. Ondanks al deze moderne eigen motorblokken leverde men ook tweetaktmotoren van Le Bichrone, Het uitbreken van de Eerste Wereldoorlog maakte een einde aan de productie.